# Faustino Arévalo
Faustino Arévalo (Campanario, 29 luglio 1747 – Madrid, 7 gennaio 1824) è stato un gesuita, latinista, filologo e patrologo spagnolo.

## Biografia
Figlio di Juan Fernández de Arévalo e Catalina López, fu ammesso nella Compagnia di Gesù nella Provincia di Castiglia il 24 settembre del 1761. Iniziò gli studi di Filosofia in Spagna, ma fu costretto a lasciare il paese in seguito all'espulsione dei gesuiti (1767) ed emigrò prima a Calvi in Corsica, dove risiedette per circa un anno, e poi Bologna, dove continuò gli studi e fu ordinato sacerdote. In Italia si conquistò la stima e la fiducia del Cardinale Lorenzana, che divenne patrono del giovane gesuita spagnolo e pagò le spese del suo lavoro accademico.
Arévalo ricoprì vari incarichi di fiducia a Roma, tra i quali quello di innografo pontificio (1800). Fu fatto teologo della Penitenzieria nel 1809, in successione di Alfonso Muzzarelli. Rientrò nella Compagnia di Gesù subito dopo la sua ricostituzione nel 1814. Arevalo ritornò in patria nel 1815, quando Ferdinando VII richiamò la Compagnia nel Regno di Spagna. Divenne provinciale di Castiglia nel 1820 dopo la morte del p. Emmanuel de Zuniga.

## Opere
Arévalo è considerato uno dei più importanti patrologi spagnoli. La sua opera, esaltata da studiosi del calibro di Miquel Batllori, è uno dei migliori esempi dell'importante ruolo culturale svolto dai membri della Compagnia di Gesù durante il loro esilio in Italia. Gli autori ispano-latini dei primi secoli cristiani erano il centro dei suoi interessi, ma Arévalo si interessò anche di scrittori di altre nazioni come Draconzio e Sedulio. Le edizioni critiche commentate delle opere di Prudenzio, Sedulio, Draconzio e Giovenco sono considerate le più accurate realizzate fino a quel momento. Notevole la sua edizione dell'Opera Omnia di Isidoro di Siviglia, realizzata in collaborazione con Angelo Mai.
Le sue opere principali sono:
- (LA) Faustino Arévalo, Hymnodia Hispanica, Romae, e typographia Salomoniana ad Divi Ignatii, 1786. URL consultato il 1º ottobre 2019.
- (LA) Faustino Arévalo, M. Aurelii Clementis Prudentii Carmina, vol. 1, Romae, Antonium Fulgonium, 1788. URL consultato il 1º ottobre 2019.
- (LA) Faustino Arévalo, M. Aurelii Clementis Prudentii Carmina, vol. 2, Romae, Antonium Fulgonium, 1789. URL consultato il 1º ottobre 2019.
- (LA) Faustino Arévalo, Dracontii Carmina, Romae, apud A. Fulgonium, 1791. URL consultato il 1º ottobre 2019.
- (LA) Faustino Arévalo, C. Vetti Aquilini Juvenci... Historiae evangelicae libri IV, Romae, apud A. Fulgonium, 1792. URL consultato il 1º ottobre 2019.
- (LA) Faustino Arévalo, Caelii Sedulii Opera Omnia, Romae, apud Antonium Fulgonium, 1794. URL consultato il 1º ottobre 2019.
- (LA) Faustino Arévalo, S. Isidori Hispalensis, episcopi doctoris opera omnia denuo correcta et aucta..., 7 voll., Romae, 1797-1803.